# Солнечные часы (Даугавпилс)

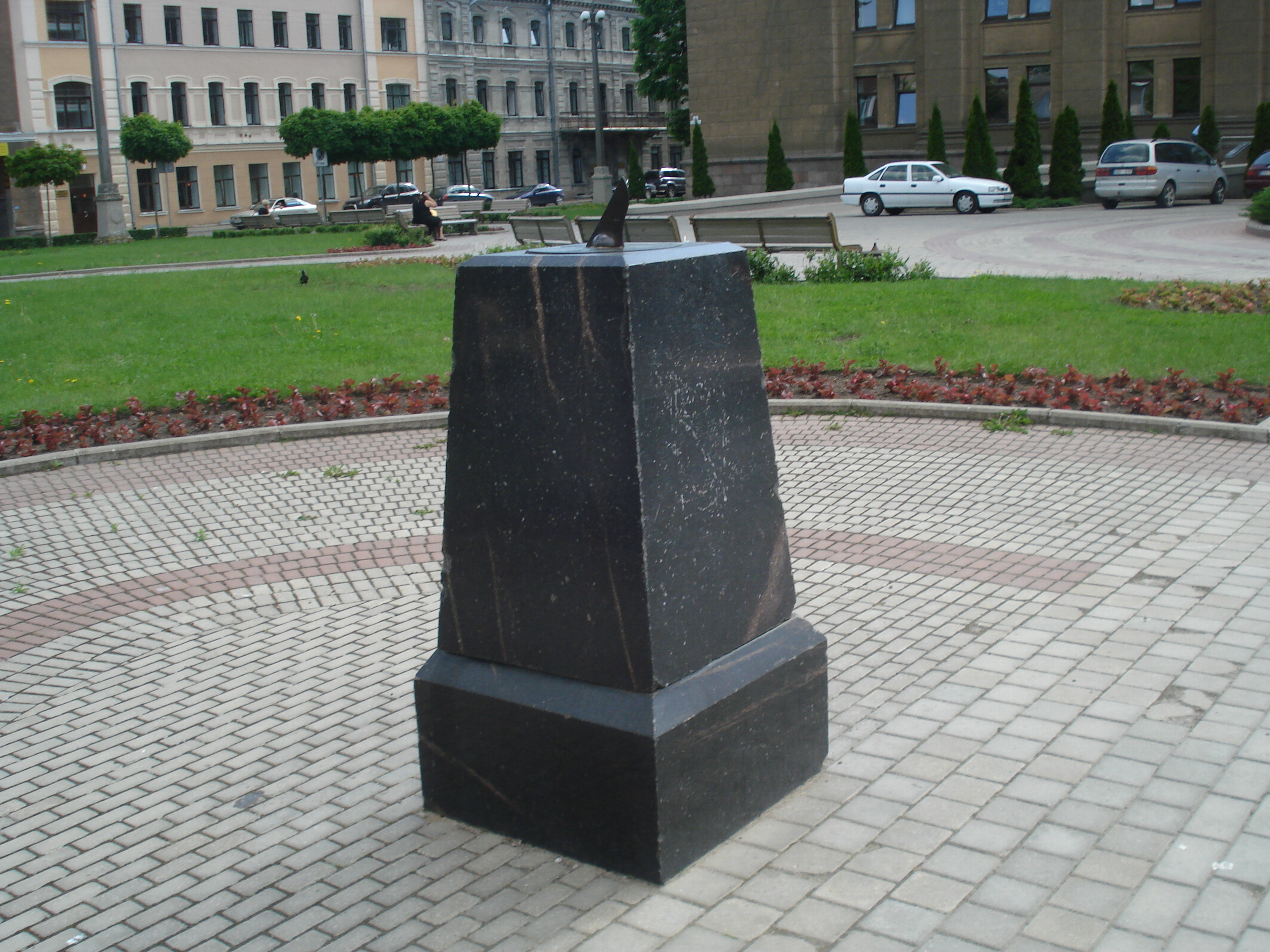
Солнечные часы

Со́лнечные часы́  — одна из достопримечательностей Даугавпилса (ранее Двинска); находятся в центре города на площади у старого корпуса Даугавпилсского университета по адресу ул. Виенибас, 13 в квартале улиц Виенибас — Лачплеша — Театра — Саулес.

## История
Солнечные часы в Двинске были изготовлены и сооружены в 1910 году по инициативе учителя физики Двинского реального училища Аркадия Яськова и благодаря пожертвованиям учеников 5—6 классов училища. Металлические детали, каменные части, мраморный чёрный постамент и гранитное основание из четырёх плит были изготовлены в мастерских города и установлены в сквере у Александро-Невского собора, напротив реального училища по ул. Владимирской, 32. На практическом занятии учитель настроил солнечные часы, и они заработали.

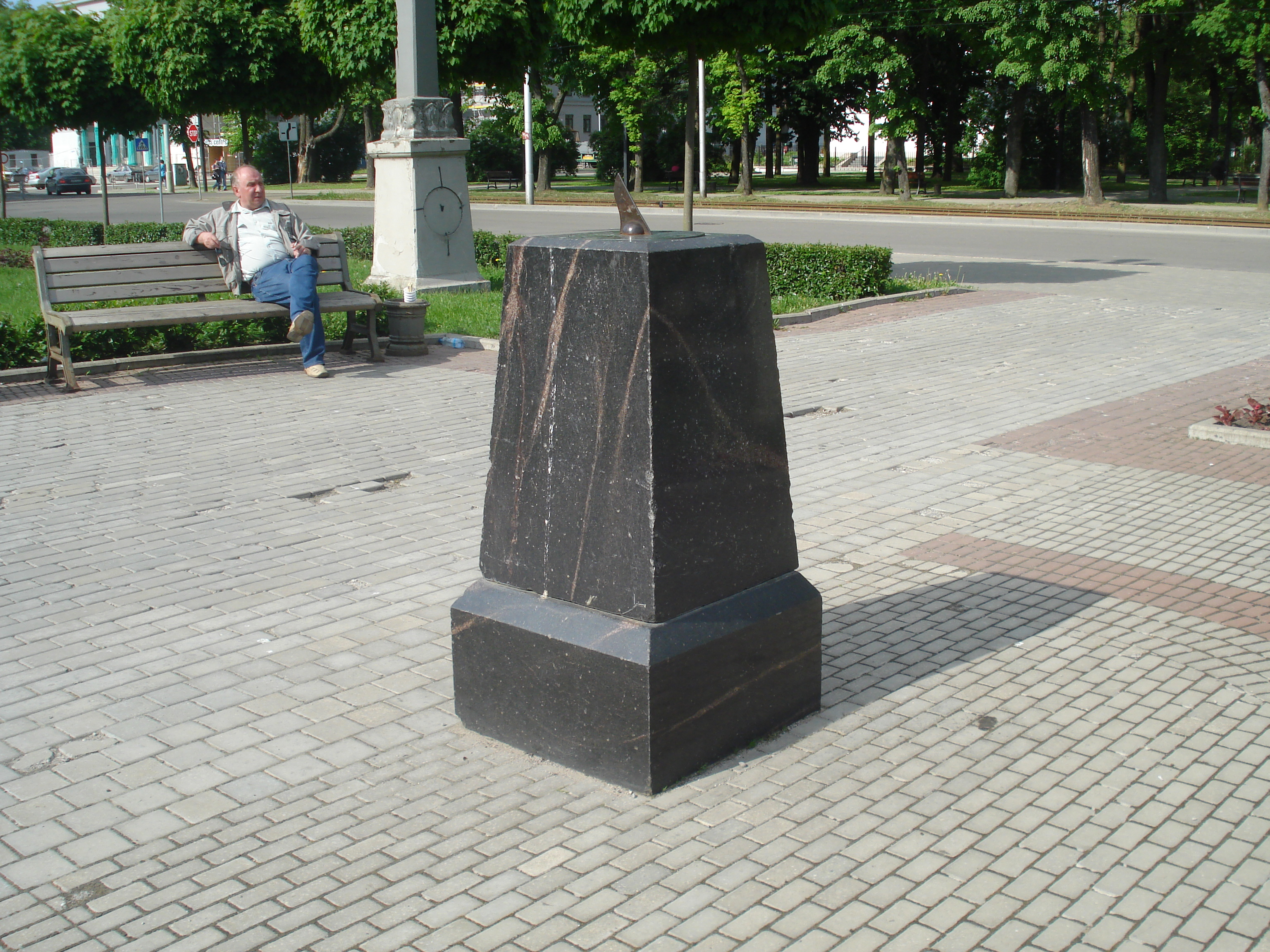
Солнечные часы

В 30-х годах XX века, в связи со строительством топливной заправки фирмы Shell, часы были перенесены вглубь сквера. После письма горожанина в местную газету «Красное знамя» в 60-х годах о том, что не подобает часам стоять рядом со входом в туалет, их перенесли на край тротуара у перекрестка улиц Падомью / Гоголя. В начале 1980-х годов после реконструкции ул. Ленина (ныне Ригас) их перенесли на перекресток ул. Суворова / Ленина. 14 ноября 1999 года рядом с ними были открыты электрические часы — подарок городу от фирмы Балтком GSM к предстоящему юбилею города в 2000 году (725 лет). Там они простояли до августа 2001 года, когда верхняя мраморная часть часов была частично повреждена при перемещении (есть отколы мрамора от граней постамента в результате кантовки ломами) и остались без основания из четырех гранитных плит. 
После этого часы были перенесены на реконструированную площадь перед университетом, где они и стоят поныне. Основание часов находилось на старом месте, и только 1 июня 2004 года их потревожили в связи с устройством тротуара торгового центра «Соло». 2 июня их вывезли после хлопот по обеспечению сохранности на склад коммунального хозяйства. Пережили все смутные времена и мировую войну, события 1917, 1918, 1920, 1941, 1944 годов и не пострадали, но в цветную лихорадку в 1994 году чуть не лишились медного циферблата (попытка ломом выломать медь). В 2010 году им исполнилось 100 лет. Поднят вопрос о соединении разрозненных деталей часов (основания и постамента) в единое историческое целое, как это было при создании часов.
31 августа 2010 года к часам возложен венок с текстом на ленте«100-лет Солнечным часам,идея учителя Аркадия Яськова 1910-2010 благодарные горожане»,сделано много фотографий.

## Слом стрелки
17 мая 2013 года обнаружена пропажа стрелки, венчающей часы. Извещены СМИ, Магистрат, Музей. В соцсеть выложен призыв помочь найти и вернуть городу историческую деталь. По  состоянию на 31 июля стрелка возвращена на своё место. (Была обнаружена 16 мая возле часов Г.Барковской и хранилась в Институте исследования Латгалии Даугавпилсского университета, из письма Г.Барковской в газете Latgales Laiks, июнь 2013 года. В июне передана Коммунальному хозяйству города, позднее возвращена на часы.)

## Облом стрелки
2 июля 2015 года вечером горожанин обнаружил сломанную стрелку часов, лежала не закрепленная на часах. Отнёс и передал дежурной в Университете. 7 июля 2015 года был в Университете, поинтересовался стрелкой часов, сказали - утром молодой человек из Лабиекартошаны приходил и забрал стрелку.
8 июля 2015 года стрелку установили на циферблат часов.

## Пропажа стрелки
С весны 2023 часы в очередной раз стояли без стрелки, в начале апреля 2025 установлена новая латунная стрелка на часах.